# Hambledon Hill

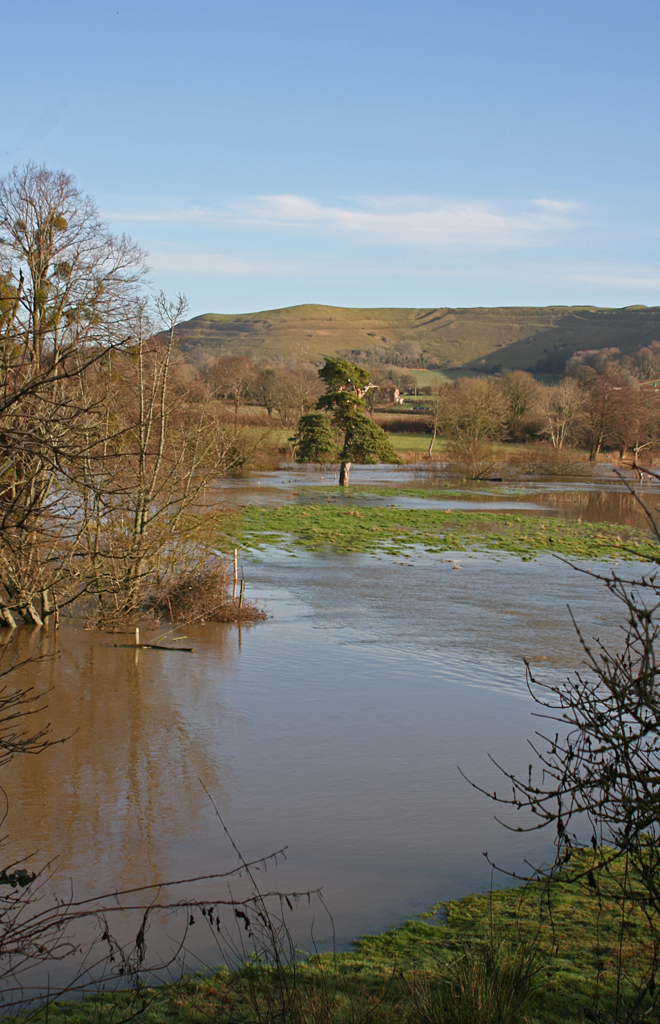
Hambledon Hill mit dem River Stour

Hambledon Hill ist ein Hillfort des Typs „Contour Fort“ bei Child Okeford im Blackmore Vale, nordwestlich von Blandford Forum in Dorset in England. Der Hügel ist ein Kreideaufschluss an der südwestlichen Ecke des Cranborne Chase und wird durch den River Stour von den Dorset Downs getrennt.

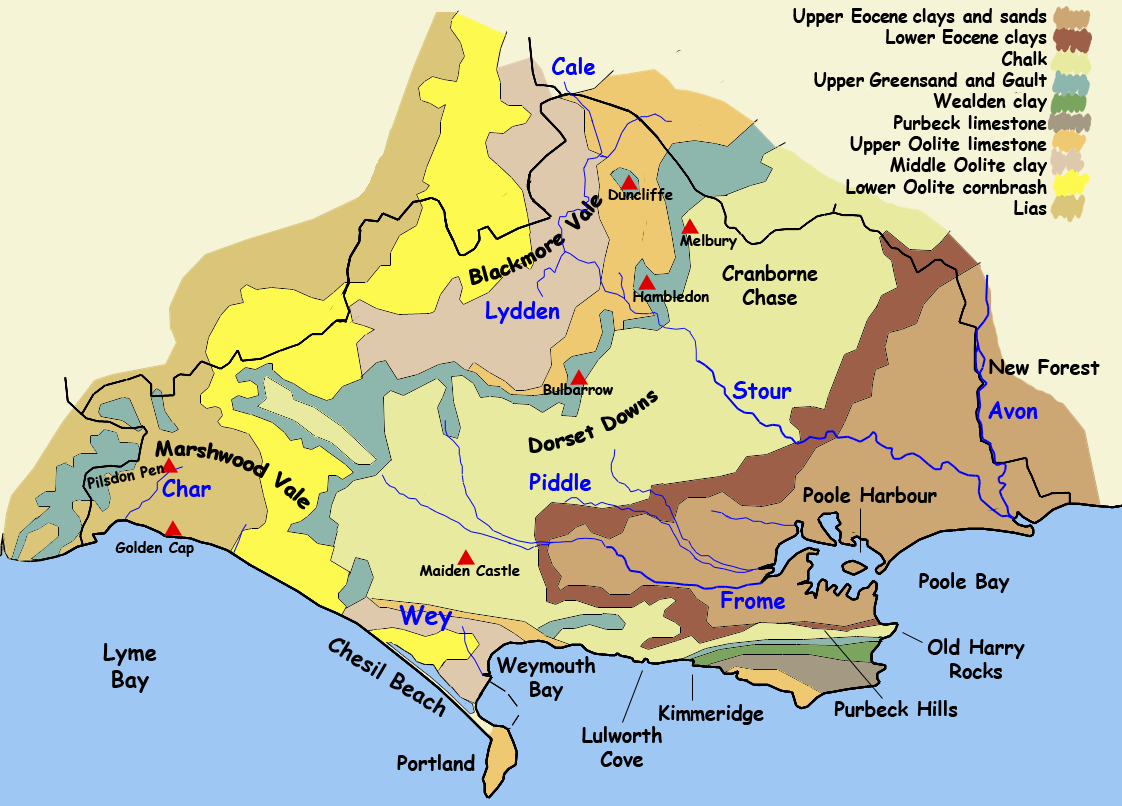
Karte der Dorset Downs

Die früheste Nutzung des Hillforts fand im Neolithikum statt, als auf dem Hügel unterschiedlich große Causewayed Camps errichtet wurden. Sie waren durch einen Wall und Graben verbunden. Innerhalb des Komplexes befanden sich zwei Hügel, einer mit einer Länge von etwa 68,0 m. Ein drittes Gehege liegt heute unter den späteren Erdarbeiten. Insgesamt umfasste das Gebiet mehr als 1,0 km². Die Ausgrabungen in den 1970er und 1980er Jahren von Roger Mercer produzierten große Mengen neolithischen Materials. Analysen deuteten darauf hin, dass der Hügel bereits besetzt war, während das umliegende Gebiet noch bewaldet war. In der Bronzezeit kam es zu Rodungen. Holzkohle, die auch innerhalb des neolithischen Erdwerks erzeugt worden zu sein scheint, ergibt laut Radiokarbonanalyse ein Datum von 2850 v. Chr.
Das Skelett eines jungen Mannes, der anscheinend während der Rodungsphase durch einen Pfeil getötet wurde, wurde gefunden. Einzelne Funde zeugen von Weinbau, und die Bewohner scheinen Austausch mit Orten im Südwesten betrieben zu haben.

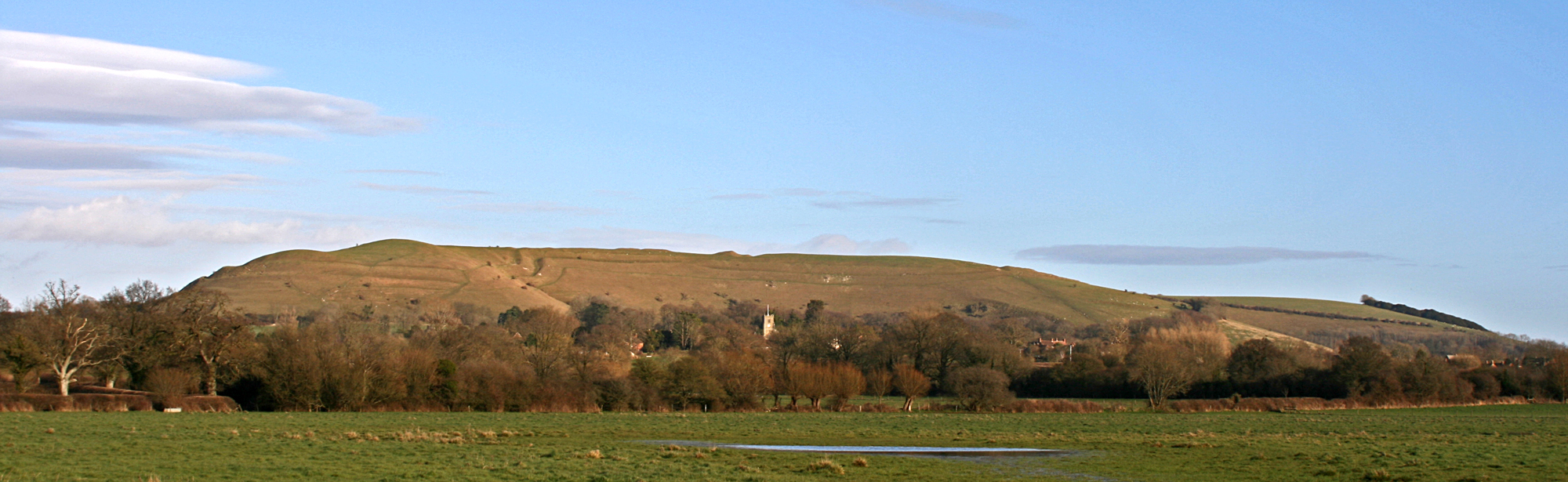
Hambledon Hill

Die Gräben der Einhegung enthielten Mengen an Töpferwaren sowie Geweihsprossen von Rotwild. Menschliche Schädel waren direkt unter einem der Gräben platziert worden, möglicherweise als Bauopfer. Tierknochenanalysen deuten darauf hin, dass der größte Teil des Fleisches im Spätsommer und Frühherbst verzehrt wurde, was auf eine saisonale Nutzung des Standortes hinweisen könnte. In den Innenbereichen von Hambledon Hill wurde unterschiedlich konzentriertes Material gefunden, was darauf deutet, dass der Platz in Aktivitätszonen unterteilt war. Die Interpretation besagt, dass die große Einhegung der rituellen Bestattung der Toten und der Verehrung der Vorfahren diente, während in dem kleineren Gehege Begleitfeiern und sozialer Kontakt stattfanden.
Von der neolithischen Aktivität ist kaum etwas übrig geblieben, und die Stätte kann leicht als Beispiel eines Hillforts der Eisenzeit gelten. Ursprünglich war es noch unvollständig, aber es wurden weitere Wälle und Gräben hinzugefügt, wodurch die Größe auf 125.000 m² stieg. Drei Zugänge erschlossen das Fort, der südwestliche ist mit einem 100 m langen Hornwerk ausgestattet. Hüttenplattformen sind am Hang zu sehen. Das Hillfort scheint um 300 v. Chr. aufgegeben worden zu sein, möglicherweise zugunsten des nahe gelegenen Hod Hill.
2014 wurde Hambledon Hill vom National Trust erworben. Das Hillfort ist heute ein nationales Naturschutzgebiet (NNR) und ein Scheduled Monument.
In der Nähe liegt Maiden Castle.